# Yaguarón (Paraguay)

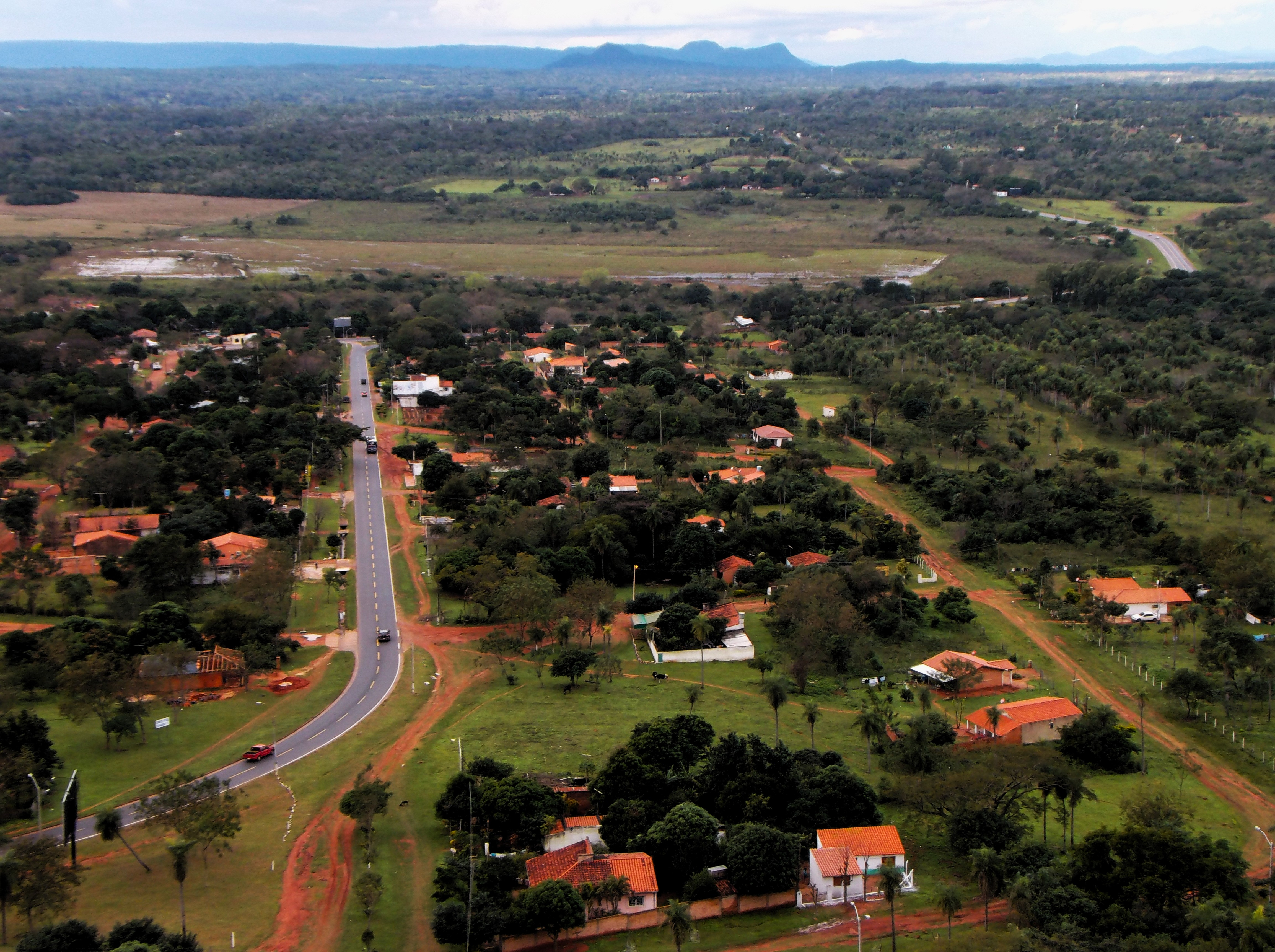
Vista panorámica de Yaguarón desde el cerro homónimo.

Yaguarón es una localidad y distrito de Paraguay situado al noroeste del departamento de Paraguarí. Está situada a 48 km de Asunción. Esta localidad es reconocida por el valor artístico y cultural de su templo de estilo franciscano, que data del periodo colonial.

## Toponimia
Primeramente el nombre de la ciudad fue Jaguarú, que en la mitología guaraní sería el Jagua "perro"; ru "padre" o jaguar enorme, que habitaba en la región.

## Geografía
Yaguarón está situado a 48 km de la ciudad de Asunción, está ubicado al pie del Cerro Yaguarón. La temperatura media es de 21 °C, la máxima en verano 39 °C y la mínima en invierno, 2 °C.

## Demografía
Según datos oficiales del censo paraguayo de 2022, Yaguarón tiene 29 242 habitantes.

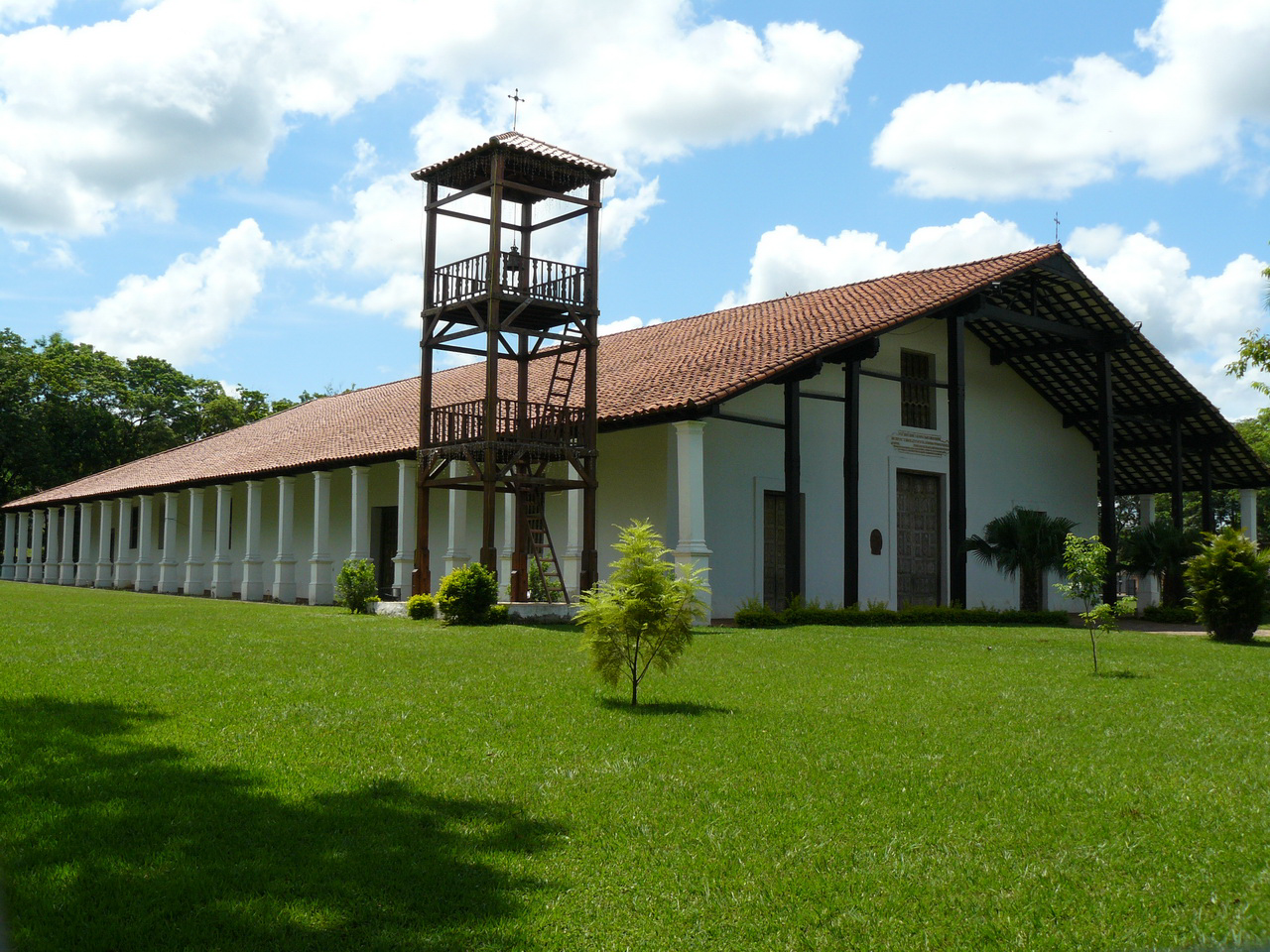
Iglesia San Buenaventura (Yaguarón); frente y campanario.

## Historia
La ciudad, ubicada al pie del cerro que lleva su nombre, comenzó como reducción franciscana con el pueblo originario carios guaraníes.
En 1600, los franciscanos encabezados por Fray Alonso de Buenaventura construyen la imponente iglesia que aún se conserva y es una de las más hermosas muestras de las construcciones franciscanas en el Paraguay.

## Cultura

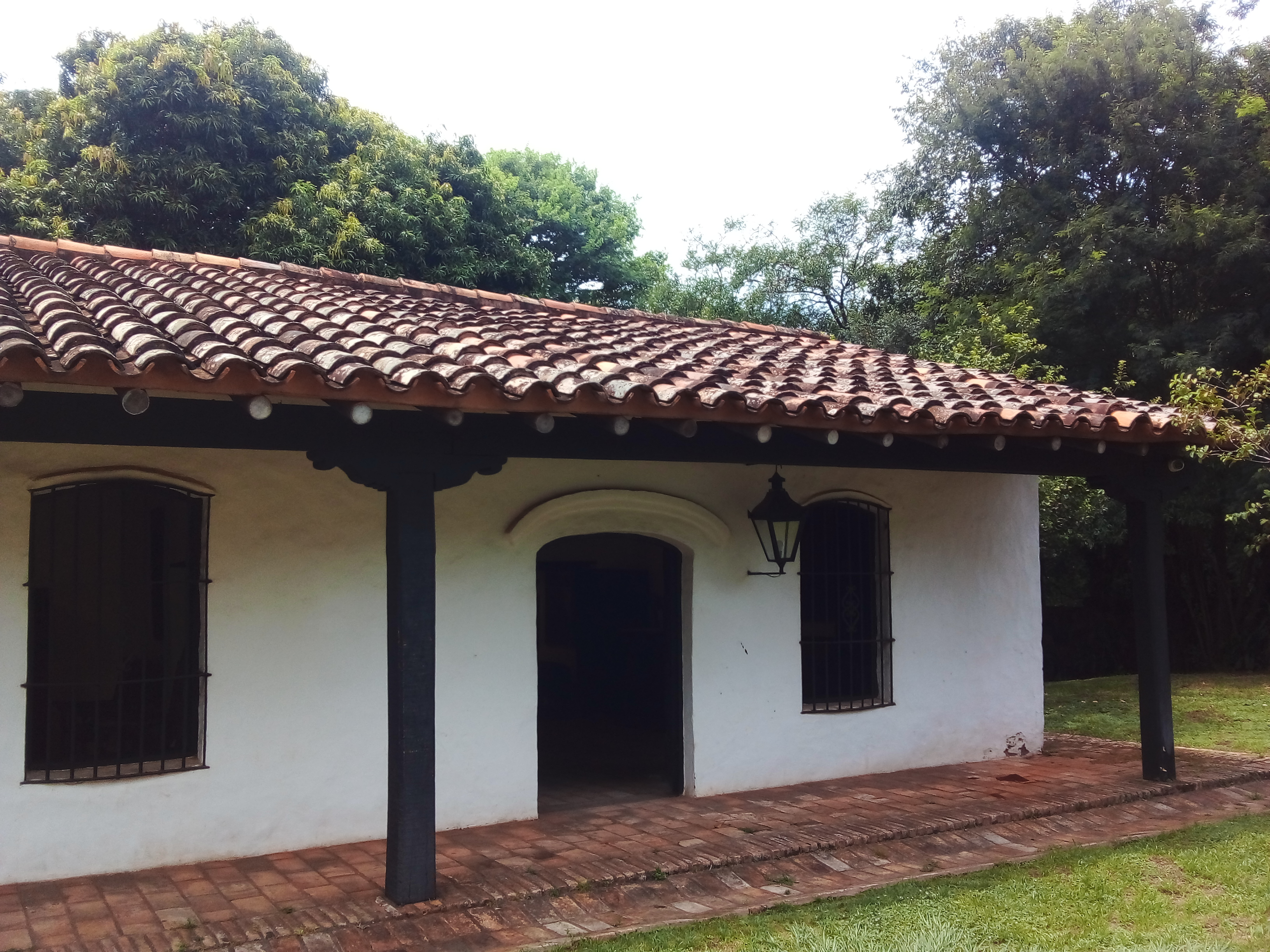
Casa museo del Dr. Gaspar Rodríguez de Francia.

El museo Gaspar Rodríguez de Francia está ubicado a solo 100 m de la iglesia. Conserva pertenencias del Dr. Francia y numerosos objetos del siglo XIX.
La gruta de Santo Tomás, donde dice la leyenda que vivía el Pa´i Sumé, quien dejó huellas de su paso por esta región. Este camino, venerado por los antiguos aborígenes, es el que recorrió hacia la Tierra Sin Mal, prometiéndoles volver. Santo Tomás, hombre rubio llegado antes que los españoles, y el que les enseñó el cultivo de maíz a los guaraníes.
En Yaguarón se asentaron los franciscanos y en el altar de la iglesia puede apreciarse el estilo hispano – guaraní de las tallas realizadas a mano por los indios.

Desde el Oratorio Gamarra, en la cima del Cerro Yaguarón, se puede apreciar las ciudades de Pirayú, Itá, Paraguarí y Carapeguá.

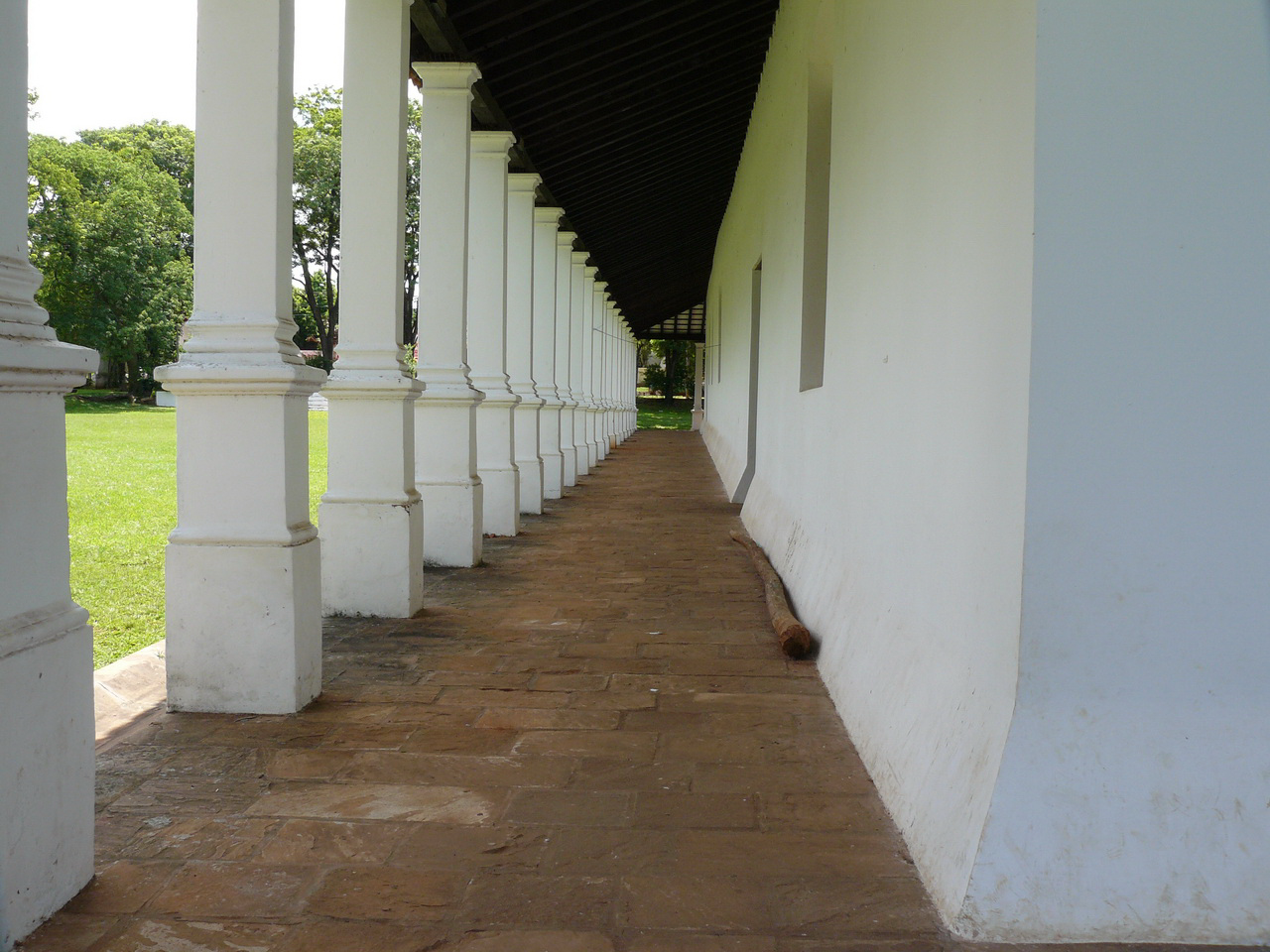
Corredor lateral de la iglesia.

La Capilla dedicada a San Roque, cuya fiesta es el primer domingo de septiembre, se celebra con una ceremonia popular con la procesión acompañada por los kamba y pobladores de la zona, como este es un santo al que se le encomiendan los perros, las ofrendas son muy peculiares, con forma canina.
Yaguarón conserva una de las más antiguas tradiciones musicales de Paraguay: la Banda Para´i "Peteke Peteke", de la compañía Guayaibity que utiliza instrumentos musicales de los originarios indígenas. La misma banda cuenta con más de 300 años de antigüedad. 
Se puede escalar el cerro Yaguarón en cuya cumbre se encuentra el oratorio y se puede apreciar un hermoso paisaje. La tradición cuenta que en el cerro se encuentran las huellas de la sandalia de Santo Tomás y un lazo petrificado con el cual el santo juntaba sus reses.

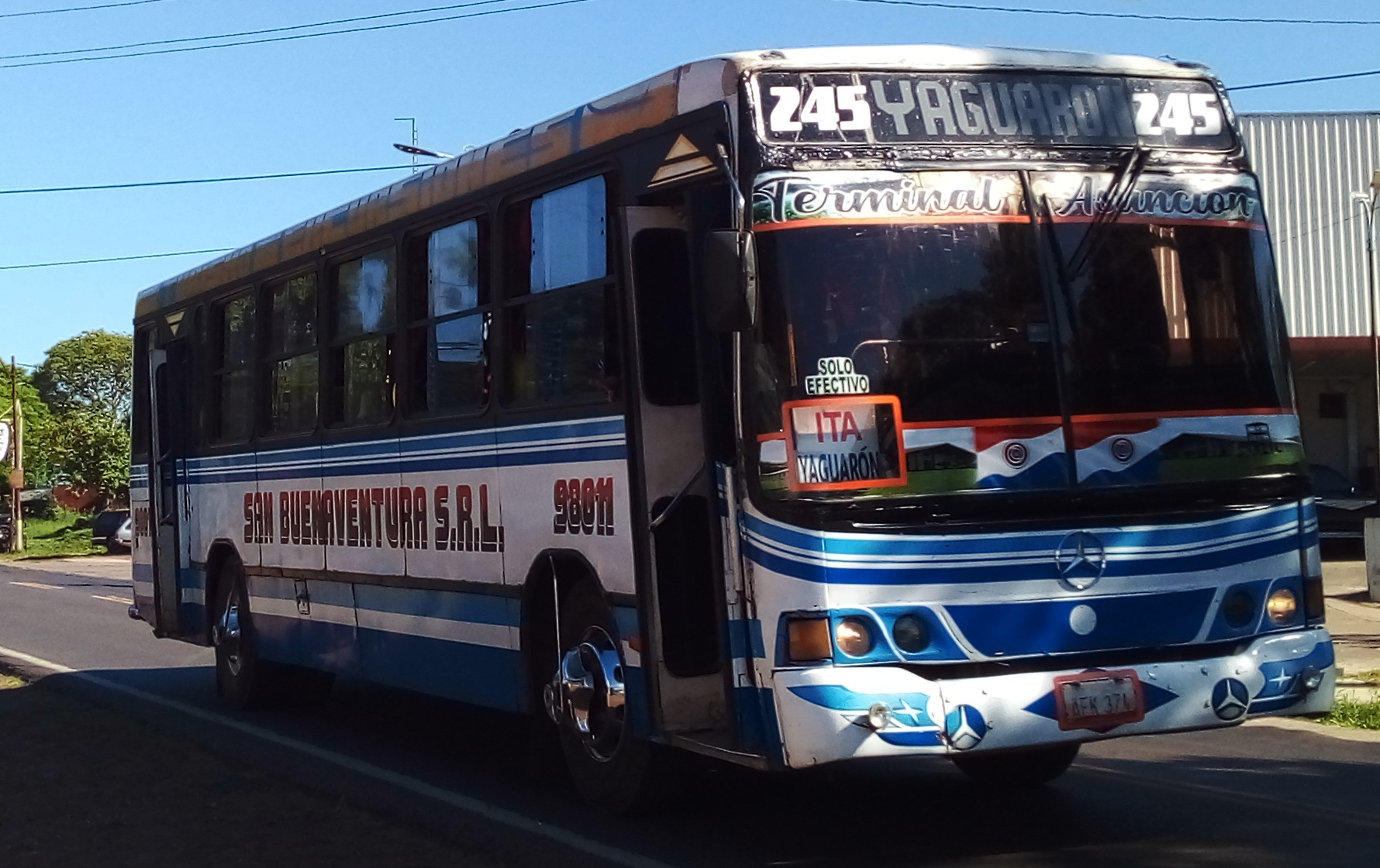
Colectivo de la empresa San Buenaventura (que conecta Yaguarón con Asunción), a su paso por la Ruta PY01.

## Transporte
Situada a 48 kilómetros de la ciudad de Asunción, se puede llegar a ella por la Ruta Departamental D027 (Ex Ruta1) desde San Lorenzo o por la Ruta PY01 (Acceso sur forma parte de la ruta 1 desde 2019 con la recategorización de las rutas nacionales de ese mismo año) desde Ñemby.

## Medios de Comunicación
Los medios de comunicación actuales de la ciudad de Yaguarón son: Canal 12 Regional TV (Canal de Cable e internet), Radio Del Rey F.M. 101.7, F.M. 87.9 Radio Yaguarón Poty, F.M. 104.1. Tropicana, Radio San Agustin F.M., Televisión: Canal 7 Yaguarón Cable Visión (cerrado).  Prensa escrita: Amontema (en circulación), Burbujitas (fuera de circulación).